# 24455 Kaňuchová
(24455) Kaňuchová, denumire internațională (24455) Kanuchova, este un asteroid din centura principală de asteroizi.

## Descriere
24455 Kaňuchová este un asteroid din centura principală de asteroizi. A fost descoperit pe 21 august 2000 la Stația Anderson Mesa în cadrul programului LONEOS. Asteroidul prezintă o orbită caracterizată de o semiaxă mare de 3,05 ua, o excentricitate de 0,05 și o înclinație de 11,7° în raport cu ecliptica.